# Escudo de Bélgica
El escudo de Bélgica lleva como emblema un león de oro sobre campo de sable, el llamado León Belga o Leo Belgicus, que son las armas del duque de Brabante, ducado que encabezó la rebelión contra el emperador José II, que llevó a la creación de los Estados Unidos Belgas en 1790. La forma actual, en sus diversas versiones (completa, media y simplificada), fue determinada por Real Decreto el 17 de marzo de 1831.

## Versiones del escudo belga

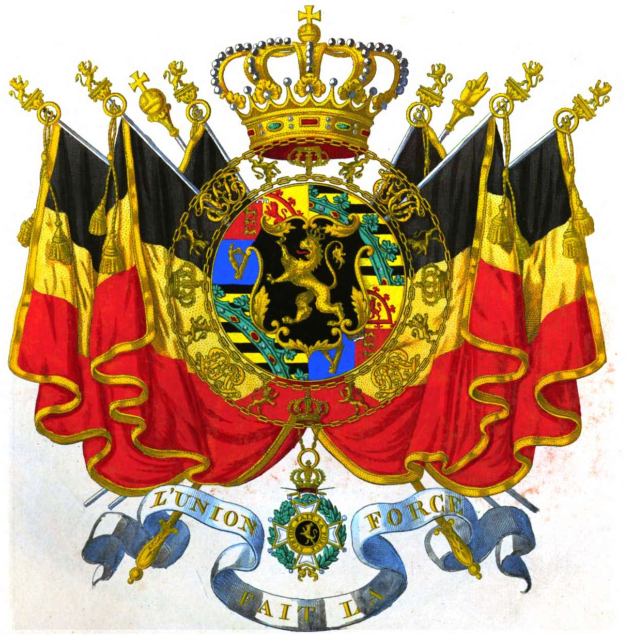
Escudo de armas del Reino de Bélgica (1846).

La versión completa de las armas heráldicas belgas consta de un escudo de sable cargado de un león rampante de oro, armado y lampasado de gules; timbrado por un casco de oro con visera adornada con lambrequines de oro y sable y con una corona real por cimera. El escudo está acoplado de dos cetros de oro pasados en aspa, el de la diestra en banda acabado en una mano de justicia y el de la siniestra en barra con un león rampante; alrededor del escudo, el collar de la Orden de Leopoldo. Como soportes, dos leones leopardados de oro, cada uno sosteniendo una lanza con la bandera estatal, en negro, amarillo y rojo. Bajo el escudo, una cinta de gules enrivetada de sable con el lema nacional en letras de oro: L'UNION FAIT LA FORCE (en francés) o EENDRACHT MAAKT MACHT (en neerlandés), es decir, “La unión hace la fuerza”. El todo es colocado sobre un manto de gules y de armiño embellecido de oro, timbrado con la corona real. Acopladas detrás del manto, las armas de las diez provincias que constituían Bélgica en 1837, que son, de izquierda a derecha: Brabante Valón, Amberes, Flandes Occidental, Flandes Oriental, Lieja, Henao, Limburgo, Luxemburgo, Namur y Brabante Flamenco.
La versión completa es usada raramente (por ejemplo, forma parte del sello con que se firman las leyes y los tratados internacionales). Existe una versión mediana, también poco utilizada, que es como la versión completa pero sin las banderas provinciales. La versión simplificada, conocida como armas o escudo pequeño, consta tan sólo del blasón propiamente dicho con el león superado por la corona real, acoplado los dos cetros, rodeado por el collar de la Orden de Leopoldo y, abajo, con el lema nacional. Esta variante es la utilizada habitualmente con las armas estatales por el gobierno federal, los pasaportes y los lugares oficiales.
|                                                       |                |                |        |
| Escudo grande (Con las banderas de las 10 provincias) | Escudo mediano | Escudo pequeño | Blasón |

## Variantes usadas por la familia real
En virtud de un real decreto aprobado el 19 de julio de 2019 y sancionado el mismo día por el rey Felipe, se adoptaron de nuevo unas variantes de las armas reales destinadas a los miembros de la familia real ya que en la práctica habían caído en desuso décadas antes. También se ha recuperado el escusón dinástico de la Casa de Sajonia-Coburgo y Gotha, decisión que tuvo lugar poco después de la visita de los reyes Felipe y Matilde al Castillo de Friedenstein, residencia de los antepasados de la dinastía belga. Este real decreto ha revertido una modificación previa, realizada en 1921, cuando se retiraron los elementos heráldicos de la Casa de Sajonia que se conservaban en las armas reales y de los príncipes belgas. Esta decisión se debió al trauma causado por la invasión alemana.
Se han aprovechado los nuevos escudos reales para mostrar en ellos el lema nacional en las tres lenguas oficiales del país: francés, neerlandés y alemán (Eendracht maakt macht - L'union fait la force - Einigkeit macht stark). Como en las versiones nacionales del escudo, el lema escrito en los tres idiomas aparece sobre una cinta de gules con bordes de sable. 
Los escudos de los miembros de la familia real están basados en las armas reales, a las que se añaden brisuras que son unas piezas o muebles heráldicos para que se puedan diferenciar y también se retiran elementos de los adornos exteriores.
| Armas Reales |                                       | |
| Escudo       | Uso                                   | Detalles |
|              | Escudo de armas del rey de los belgas | En campo de sable, un león rampante de oro armado y linguado de gules, cargado en su hombro de un escusón burelado de sable y oro, brochante un crancelín de sinople. Las armas del monarca belga están adornadas con los mismos elementos que la versión mediana de las armas nacionales, aunque mostrando el manto de color púrpura en vez de gules y el lema nacional en las tres lenguas oficiales del país. |

|  | La antigua reina consorte de los belgas Utiliza las mismas armas del anterior rey de los belgas, pero sin yelmo ni lambrequines y presentadas en losange. |

|  | El duque (titular) de Brabante Utiliza las mismas armas de la duquesa de Brabante pero presentadas en escudo francés con yelmo y lambrequines. |

|  | La antigua reina consorte de los belgas Utiliza las mismas armas del anterior rey de los belgas, pero sin yelmo ni lambrequines y presentadas en losange. |

|  | El duque (titular) de Brabante Utiliza las mismas armas de la duquesa de Brabante pero presentadas en escudo francés con yelmo y lambrequines. |

| Escudo de la Casa Real |                 |
| Versión grande         | Versión pequeña |
|                        |                 |